# Kanton Audeux
Der Kanton Audeux war bis 2015 ein französischer Wahlkreis im Département Doubs und in der damaligen Region Franche-Comté. Er umfasste 40 Gemeinden im Arrondissement Besançon; sein Hauptort (frz.: chef-lieu) war Audeux. Die landesweiten Änderungen in der Zusammensetzung der Kantone brachten im März 2015 seine Auflösung. Vertreter im conseil général des Départements war zuletzt von 2004 bis 2015 Gérard Galliot.

## Gemeinden
| - Audeux - Auxon-Dessous - Auxon-Dessus - Berthelange - Burgille - Champagney - Champvans-les-Moulins - Chaucenne - Chemaudin - Chevigney-sur-l’Ognon - Corcelles-Ferrières - Corcondray - Courchapon - Dannemarie-sur-Crète | - École-Valentin - Émagny - Étrabonne - Ferrières-les-Bois - Franey - Franois - Jallerange - Lantenne-Vertière - Lavernay - Le Moutherot - Mazerolles-le-Salin - Mercey-le-Grand - Miserey-Salines | - Moncley - Noironte - Pelousey - Pirey - Placey - Pouilley-Français - Pouilley-les-Vignes - Recologne - Ruffey-le-Château - Sauvagney - Serre-les-Sapins - Vaux-les-Prés - Villers-Buzon |